# Cyborg (album de Nekfeu)
Pour les articles homonymes, voir Cyborg (homonymie).
Albums de Nekfeu
Feu
(2015) Les Étoiles vagabondes
(2019)
Cyborg est le deuxième album studio du rappeur français Nekfeu sorti le 2 décembre 2016 sur le label Seine Zoo.

## Composition et production
Les différentes pistes sont pour la plupart produites par Loubensky, Hugz Hefner et Hologram Lo', déjà producteurs sur Feu, et Diabi et ainsi Népal sur le titre humanoïde.
Ce projet comporte un bon nombre de collaborations, pour la plupart avec des rappeurs français. Comme à son habitude, Nekfeu collabore avec des membres de ses différents groupes comme 1995, S-Crew ou du collectif L'entourage. D'autre part, on y retrouve également une collaboration avec la chanteuse Clara Luciani, sur le morceau Avant tu riais, et la chanteuse japonaise Crystal Kay sur le morceau Nekketsu. Le saxophoniste Archie Shepp joue sur les morceaux O.D. et Vinyle.

## Promotion
Fait exceptionnel; Cyborg n'a bénéficié d'absolument aucune promotion : aucune apparition ou interview de Nekfeu dans les médias (télé, radio, presse écrite ou web) ainsi qu'aucun clip diffusé avant ou après sa sortie et aucune affiche de publicité.
Une édition limitée existe contenant le CD et une casquette numérotée.

## Liste des pistes
| 1.    | Humanoïde                                                 | Diabi, KLM, Loubensky               | 6:26 |
| 2.    | Mauvaise graine                                           | Hugz Hefner                         | 4:00 |
| 3.    | Squa                                                      | Hugz Hefner                         | 4:02 |
| 4.    | Réalité augmentée                                         | Hugz Hefner, Diabi                  | 4:10 |
| 5.    | Avant tu riais (featuring Clara Luciani)                  | Loubensky                           | 5:06 |
| 6.    | Esquimaux (featuring Népal)                               | Diabi & Lares                       | 3:24 |
| 7.    | O.D (featuring Murkage Dave)                              | Hologram Lo', Diabi, Loubensky, LM  | 4:02 |
| 8.    | Vinyle (featuring Alpha Wann)                             | Hologram Lo'                        | 4:52 |
| 9.    | Saturne (featuring Sneazzy & S.Pri Noir)                  | Hugz Hefner                         | 6:03 |
| 10.   | Galatée                                                   | Loubensky, LMA                      | 3:54 |
| 11.   | Le regard des gens (featuring Némir, 2zer, Mekra & Doums) | En'Zoo                              | 3:30 |
| 12.   | Programmé                                                 | Hugz Hefner                         | 3:39 |
| 13.   | Besoin de sens (featuring Framal & Jazzy Bazz)            | Hugz Hefner                         | 3:50 |
| 14.   | Nekketsu (featuring Crystal Kay)                          | Hologram Lo', VM the Don, Loubensky | 3:34 |
| 60:32 |                                                           |                                     |      |

## Titres Certifiés
Tous les titres de l'album sont certifiés
- Humanoïde  Diamant[2]
- Mauvaise graine  Diamant[3]
- Squa  Diamant[4]
- Réalité augmentée  Platine[5]
- Avant tu riais  Diamant[6]
- Esquimaux  Platine[7]
- O.D  Or[8]
- Vinyle  Or[9]
- Saturne  Diamant[10]
- Galatée  Diamant[11]
- Le regard des gens  Or[12]
- Programmé  Or[13]
- Besoin de sens  Or[14]
- Nekketsu  Platine[15]

## Réception

### Accueil commercial
Disponible seulement en format numérique durant sa première semaine d'exploitation, Cyborg se vend 18 000 exemplaires. Quelques jours après, les chiffres du streaming sont dévoilées, et s'élèvent à 24 000 exemplaires, ce qui totalise un très bon démarrage avec 42 000 exemplaires au total. Deux semaines après sa sortie, l'album est déjà certifié disque de platine avec 106 000 exemplaires vendus, dont 38 000 ventes physiques, 22 000 ventes numériques et 44 000 streaming,. L'album reste en première position des ventes sur iTunes pendant trois semaines consécutives après sa sortie. Puis, moins de deux mois après sa sortie, il est certifié double disque de platine, cumulant 203 000 exemplaires écoulés, dont 72 000 exemplaires physiques, 30 000 exemplaires en numérique et 100 000 streamings. En juillet 2017, il est certifié triple disque de platine avec plus de 300 000 exemplaires vendus. En décembre 2019, le disque obtient un disque de diamant pour plus de 500 000 exemplaires vendus. 

### Accueil critique
Tout comme pour son premier album solo, Nekfeu reçoit un très bon accueil critique pour son album Cyborg.
- MyCineMag – WordPress : « Album précieux, Nekfeu redonne goût à la langue française, redonne espoir et passe un vrai message d'humanité dans un monde qui part à la dérive, et fera sûrement encore beaucoup d'envieux car l'exceller devient très compliqué, il est déjà numéro 1 sur plusieurs plateformes musicales telles que iTunes et Spotify et tout ça sans promo/couverture médiatique. »[22]
- Hip-Hop infos France : « Après l'ascension fulgurante de son premier projet, Nekfeu poursuit sur sa lancée. Cependant, Cyborg admet une fracture avec Feu : dans la maturité des thèmes abordées, et même dans la "froideur" des couplets. On s'approche d'un album beaucoup plus "rap", parfois même "trop" jusqu'à délaisser sa structure musicale. Mais hormis ces quelques défauts, Cyborg apporte un vent de fraîcheur à un rap français qui tourne en rond depuis de trop longs mois. »[23]
- Aficia : « En bref, Cyborg est un excellent album, construit à coups de collaborations monstrueuses et d’un talent imperfectible. »[24]
- Rap2tess : « Alors que dire au final, c'est définitivement un coup de cœur, sans équivoque. J'ai adoré cet album et j'en fais l'un des meilleurs d'une année 2016 qui restera gravée dans l'histoire du rap. J'y ai trouvé ce pour quoi j'écoute du rap, j'y ai retrouvé l'essence de ce qui me fait aimer la musique, alors même que je ne suis pas un fan "naturel" de Nekfeu, moi qui préfère les sons chargés en basses et les flows plus lents. Force est de constater que le feu sacré est encore là, tout au fond de moi, cette nuit réveillé par le Feu, sacré meilleure surprise de l'année. »[25]
- Journal des Femmes : « Aujourd'hui, c'est donc avec le très chiadé Cyborg que Nekfeu signe son grand retour dans les bacs. Entre sonorités vintage, ego trips réjouissants, textes engagés et tics japonisants, le prodige confirme son talent au gré de 14 titres éclectiques. […] Avec Cyborg, celui qui partagera bientôt l'affiche de Tout nous sépare aux côtés de Catherine Deneuve, réaffirme son statut d'icône du rap français. La carrière très prometteuse de Nekfeu n'est résolument pas près de s'envoler en fumée… »[26]

### Classements
| Classement (2016)            | Meilleure position |
| ---------------------------- | ------------------ |
| France (SNEP)                | 4                  |
| Belgique (Wallonie Ultratop) | 3                  |
| Suisse (Schweizer Hitparade) | 10                 |

## Ventes et certifications
| Région | Certification | Ventes/Streams |
| ------ | ------------- | -------------- |
| France | Diamant       | 500 000        |